# Севергинит
Севергинит — разновидность манганаксинита (Аксинит-(Mn)), как отдельный минерал не утверждён ММА.

## История
Обнаружен в Тунгатаровском месторождении осадочных силикатных марганцевых руд на Южном Урале.
Впервые описан Г. П. Барсановым в 1951 году.
Назван в честь В. М. Севергина (1765—1826).

## Описание
Встречается в виде клиновидных кристаллов (до нескольких мм), плотных зернистых скорлуповатых скоплений ярко-жёлтого цвета в свежем изломе.
Содержит до 14,79 % по весу оксида марганца (MnO).
Ассоциирует с кварцем, оксидами марганца.